# Тара (жена Брихаспати)
Та́ра (санскр. तारा, IAST: Tārā; буквально «звезда») — в индуистской позднейшей мифологии жена мудреца Брихаспати, бога Юпитера, наставника богов, в Ведах являвшегося в более высокой роли одного из светлых богов. Согласно Пуранам, Тара родила сына по имени Будха, бога планеты Меркурия от Чандры, так же известного как Сома. От своего законного мужа она родила сына по имени Кача.

## Легенда
Она была похищена Сомой, который отказался возвратить её мужу, несмотря на приказание создателя мира - Брахмы. Возгорелась ожесточённая война — Тарака-мая. Соме помогали Ушанас, Рудра, все демоны Дайтьи и Данавы, тогда как Индра и прочие боги приняли сторону Брихаспати. Земля, потрясённая этой борьбой до основания, воззвала к Брахме, который вмешался в войну и возвратил Тару её супругу. После этого Тара разрешилась сыном, и кто был его отцом, было не ясно. На него предъявили отцовские права и Брихаспати, и Сома. По приказанию Брахмы открыть правду Тара призналась, что его отец - Сома, и ребёнку было дано имя Будха. Он стал богом планеты Меркурий.